# Bota
Pour plus de détails, voir Fiche technique et Distribution.
Bota est un film dramatique albanais réalisé par Iris Elezi et Thomas Logoreci et sorti en 2014.
Le film est sélectionné comme entrée albanaise pour l'Oscar du meilleur film en langue étrangère lors de la 88e cérémonie des Oscars qui s'est déroulée en 2016.

## Distribution
- Flonja Kodheli : July
- Artur Gorishti : Beni
- Fioralba Kryemadhi : Nora
- Tinka Kurti : Noje
- Luca Lionello : Filipo
- Alban Ukaj : Mili
- Erand Sojli : Baku
- Elda Sorra : Alba Toma
- Suela Bako : Majlinda Prifti
- Amos Zaharia : Orion